# Naturvejledning
Naturvejledning er et element i en moderne naturforvaltning og er vejledning, som udøves af personer med forskellig uddannelse, som inddrager deltagerne i konkrete aktiviteter i naturen. Fælles for alle naturvejledere er, at de er levende optaget af at vise, forklare og fortælle andre om det, man kan opleve i naturen. Naturvejledning formidler også de større sammenhænge omkring naturgrundlaget, naturlige processer samt menneskets påvirkning af naturen. Der er ansat naturvejledere ved Naturstyrelsen, i kommuner, på museer og i interesseorganisationer som eksempelvis Danmarks Naturfredningsforening, Dansk Ornitologisk Forening og Danmarks Sportsfiskerforbund.
Målet med naturvejledning er:
- At styrke befolkningens forståelse for natur, herunder biologisk mangfoldighed, samt miljø og kulturmiljø.
- At styrke de rekreative muligheder og friluftaktiviteter.
- At inddrage borgerne og give dem indflydelse i natur- og kulturmiljøforvaltning.
- At inspirere til en sundere og mere bæredygtig livsstil.

Der er to steder i Danmark det er muligt at blive uddannet naturvejleder:
- Naturvejlederuddannelsen på Skovskolen, Københavns Universitet
- Naturvejlederuddannelsen Naturvejledning Danmark Arkiveret 30. august 2022 hos  Wayback Machine

I en årrække har den danske naturvejlederuddannelse taget udgangspunkt i Gregory Batesons læringsteori med fokus på opmærksomhed og direkte naturoplevelser, hvor alle sanser inddrages.